# Lema
Um lema, também chamado divisa, mote ou moto (do provençal e do francês mot: 'palavra, sentença breve', do latim vulgar mŭttum, no sentido de 'som'), é uma ideia expressa por uma frase que serve de guia ou de motivação para uma pessoa, grupo, seita, país ou nação. Os lemas, quando adaptados por países ou organizações da sociedade condensam valores comuns que justificam uma ação comum.
A palavra "lema" vem do grego λήμμα (lémma), no sentido de 'proposição'.